# Homebrew (パッケージ管理システム)
Homebrewは、macOS、Linux、Windows Subsystem for Linuxで動作するパッケージ管理システムのひとつである。同じくmacOSのためのMacPortsやFinkと同様の目的と機能を備え、利用が広がりつつある。LinuxのDebianのAPTに似た使用感である。Max Howellによって開発された。

## 機能
基本命令はbrew。
ソフトウェアの導入はbrew install [ソフト名]。
brewの設定の更新はbrew update
brewの設定・導入ソフトウェアの整合性の確認はbrew doctor